# Théorème de von Staudt-Clausen
 (mai 2025).
En théorie des nombres, le théorème de von Staudt-Clausen est un résultat sur la partie fractionnaire des nombres de Bernoulli non entiers.
Précisément, si n = 2k est un entier pair non nul et si l'on ajoute 1⁄p à Bn pour tous les nombres premiers p tel que p – 1 divise n, on obtient un nombre entier : 
La propriété est également vérifiée pour n = 1 : B1 + 1⁄2 = 0. (Pour les autres nombres de Bernoulli d'indice impair, on obtient 1⁄2.) 
Par conséquent, les nombres de Bernoulli non nuls de rang pair B2k (k ≥ 1) s'écrivent :
où A2k est un nombre entier.
Ce fait permet immédiatement de caractériser les dénominateurs des nombres de Bernoulli Bn non entiers comme le produit de tous les nombres premiers p tel que p – 1 divise n ; par conséquent, les dénominateurs sont sans carré et, si n est pair, divisibles par 6.
Le résultat fut nommé ainsi en l'honneur de Karl von Staudt et Thomas Clausen, qui l'ont découvert indépendamment en 1840.

## Exemples
{\displaystyle b_{1}=0-{\frac {1}{2}}}
{\displaystyle b_{2}=1-{\frac {1}{2}}-{\frac {1}{3}}={\frac {1}{6}}}
{\displaystyle b_{4}=1-{\frac {1}{2}}-{\frac {1}{3}}-{\frac {1}{5}}=-{\frac {1}{30}}}
{\displaystyle b_{6}=1-{\frac {1}{2}}-{\frac {1}{3}}-{\frac {1}{7}}={\frac {1}{42}}}
{\displaystyle (b_{8}=b_{4})}
{\displaystyle b_{10}=1-{\frac {1}{2}}-{\frac {1}{3}}-{\frac {1}{11}}={\frac {5}{66}}}
{\displaystyle b_{12}=1-{\frac {1}{2}}-{\frac {1}{3}}-{\frac {1}{5}}-{\frac {1}{7}}-{\frac {1}{13}}=-{\frac {691}{2\;730}}}
{\displaystyle b_{14}=2-{\frac {1}{2}}-{\frac {1}{3}}={\frac {7}{6}}} {\displaystyle (b_{14}=b_{2}+1)}
{\displaystyle b_{16}=-6-{\frac {1}{2}}-{\frac {1}{3}}-{\frac {1}{5}}-{\frac {1}{17}}=-{\frac {3\;617}{510}}}
{\displaystyle b_{18}=56-{\frac {1}{2}}-{\frac {1}{3}}-{\frac {1}{7}}-{\frac {1}{19}}={\frac {43\;867}{798}}}
{\displaystyle b_{20}=-528-{\frac {1}{2}}-{\frac {1}{3}}-{\frac {1}{5}}-{\frac {1}{11}}=-{\frac {174\;611}{330}}}
{\displaystyle b_{22}=6\;193-{\frac {1}{2}}-{\frac {1}{3}}-{\frac {1}{23}}={\frac {854\;513}{138}}}
{\displaystyle b_{24}=-86\;579-{\frac {1}{2}}-{\frac {1}{3}}-{\frac {1}{5}}-{\frac {1}{7}}-{\frac {1}{13}}=-{\frac {236\;364\;091}{2\;730}}}
{\displaystyle (b_{24}=-86\;580+b_{12})}